# إقليم رنكبور
إقليم رنكبور (بالبنغالية: রংপুর বিভাগ) هو إقليم في بنغلاديش يقع في الجزء الشمالي من البلاد. تبلغ مساحة الإقليم 16,184.99 كـم2 (6,249.06 ميل2) ويبلغ عدد سكانه حوالي 18 مليون نسمة. يحد الإقليم كل من إقليمي راجشاهي وميمينسينغ وولايات البنغال الغربية وآسام وميغالايا الهندية.
تذكر بيانات البنك الدولي في عام 2016 أن أكثر من ثلث سكان الإقليم يعانون من الفقر المدقع.

## التاريخ
غزا مان سينغ الأول أحد قادة السلطان أكبر جزء من رنكبور في عام 1575 ثم خضعت المنطقة بأكملها للحكم المغولي في عام 1686. توجد بعض من المواقع الأثرية المغولية التي تدل على ذلك العهد مثل موغالباسا ومغولهات في منطقة كوريجرام، لم تنك المنطقة تحت تقسيم إداري واحد وإنما كانت أجزاء منها تتبع لسركار غوراغات وأجزاء أخرى تتبع لسركار بينجارة.

## التقسيمات الإدارية
| الناحية           | العاصمة     | المساحة (كم2) | التعداد (2022) |
| ----------------- | ----------- | ------------- | -------------- |
| مقاطعة رانجبور ‏   | رنكبور      | 2,400.56      | 3,169,615      |
| Dinajpur District | Dinajpur    | 3,444.30      | 3,315,238      |
| منطقة كريجام ‏     | Kurigram    | 2,245.04      | 2,329,161      |
| منطقة غايباندا ‏   | Gaibandha   | 2,179.27      | 2,562,232      |
| منطقة لالمنيرهات ‏ | Lalmonirhat | 1,247.371     | 1,428,406      |
| منطقة نيلفاماري ‏  | Nilphamari  | 1,643.70      | 2,092,567      |
| منطقة بنجغر ‏      | Panchagarh  | 1,404.63      | 1,179,843      |
| منطقة طاغورجام ‏   | Thakurgaon  | 1,781.74      | 1,533,894      |
| المجموع           | 8           | 16,184.99     | 17,610,956     |

## السكان
| أديان الإقليم (2022) | أديان الإقليم (2022) | أديان الإقليم (2022) | أديان الإقليم (2022) | أديان الإقليم (2022) |
| -------------------- | -------------------- | -------------------- | -------------------- | -------------------- |
| الدين                | الدين                |                      | النسبة               | النسبة               |
| الإسلام              | الإسلام              |                      | 86.51%               | 86.51%               |
| الهندوسية            | الهندوسية            |                      | 12.98%               | 12.98%               |
| المسيحية             | المسيحية             |                      | 0.41%                | 0.41%                |
| البوذية              | البوذية              |                      | 0.02%                | 0.02%                |
| أخرى                 | أخرى                 |                      | 0.08%                | 0.08%                |

بلغ إجمالي عدد سكان إقليم رنكبور 17,610,956 نسمة بكثافة سكانية تبلغ 1088 / كم2 في تعداد 2022.